# Le Huit d'épées
Ne doit pas être confondu avec Le Huit (roman).
Le Huit d'épées (The Eight of Swords dans l'édition originale en anglais) est un roman policier de John Dickson Carr publié en 1934. 
Le roman, de type « whodunit », est le troisième de la série mettant en scène l'enquêteur Gideon Fell.  
Le récit, qui ne met en scène aucune énigme en chambre close, se déroule au début des années 1930 dans le Gloucestershire. Il évoque le meurtre, commis dans d'étranges circonstances, d'un propriétaire foncier anglais tué à bout portant par une balle de revolver. Gideon Fell est appelé à enquêter. Le problème se complique quand deux autres personnes, en fin de roman, sont assassinées à leur tour.
Le titre du roman fait référence au Huit d'épées, une carte du tarot représentant la Justice ou le Châtiment.

## Principaux personnages

### Victimes
- Septimus Depping : propriétaire foncier depuis cinq ans dans la région ; père d'Elisabeth (« Betty ») Depping.
- Louis Spinelli / Stuart Travers : délinquant américain.
- Theseus Langdon : avocat londonien de Sptimus Depping et de Louis Spinelli / Stuart Travers.

### Enquêteurs
- Gideon Fell.
- Inspecteur-chef Hadley (rôle secondaire).
- Inspecteur Luther Murch : policier local, sous les ordres du colonel Standish.
- Dr Fordyce : médecin légiste (rôle secondaire).

### Suspects
- Colonel Standish : chef de la police de Mappleham et éditeur à Londres.
- Maw Standish : épouse du colonel Standish.
- Morley Standish : 35 ans, fils du colonel Standish ; il est prévu qu'il épouse prochainement Betty Depping.
- Patricia Standish : fille du colonel Standish et sœur de Morley.
- J. R. Burke : éditeur à Londres et associé du colonel Standish.
- Joe Donovan[1] : évêque de Mappleham (ville fictive).
- Hugh Donovan : son fils.
- Elisabeth (« Betty ») Depping : 25 ans, fille de Septimus Depping ; il est prévu qu'elle épouse prochainement Morley Standish.
- Henry (« Hank ») Morgan : auteur de romans policiers.
- Madeleine Morgan : épouse d'Henry Morgan.
- M. Storer : majordome de Septimus Depping.

## Résumé
Le roman est composé de 19 chapitres.

### Mise en place de l'intrigue
Cette section concerne les chapitres 1 à 3 du roman.
Le colonel Standish, propriétaire d'une demeure à Mappleham, dans le Gloucestershire, et le père Donovan, évêque du diocèse, rendent visite à l'inspecteur Hadley de Scotland Yard pour lui faire part de leurs inquiétudes. Ils ont des raisons de penser que le gangster américain Louis Spinelli se terre dans le comté. 
Alors qu'ils rencontrent Hadley, on apprend que le cadavre de Septimus Depping, un propriétaire foncier local, vient d'être découvert dans sa maison située non loin du manoir des Standish. Près du cadavre, on a trouvé une carte du jeu de tarot, le Huit d'Épées, représentant la Justice ou le Châtiment. L'homme a été tué la veille au soir.
L'affaire se révélant assez complexe, le colonel Standish demande à son vieil ami Gideon Fell, qui vient juste de revenir des États-Unis, de procéder à une enquête. L'affaire est délicate car Elisabeth (« Betty ») Depping, la fille du défunt, doit épouser prochainement Morley Standish, le fils du colonel.
Gideon Fell accepte de procéder à l'enquête. Il se fait communiquer tous les éléments connus de l’affaire.

### Débuts de l'enquête et recherches sur le mystérieux visiteur
Cette section concerne les chapitres 4 à 7 du roman.
Un examen attentif de la scène du crime et des événements qui se sont déroulés ce soir-là mettent en évidence des circonstances intrigantes : 
- deux balles auraient été tirées mais on n'en a retrouvé qu'une seule ;
- l'assassin aurait utilisé les chaussures de marche de Morley Standish, entreposées dans un débarras ;
- un feu brûlait dans l'âtre par un temps chaud de plein mois d'août ;
- les fenêtres du bureau de la victime étaient grandes ouvertes pendant qu'un orage faisait rage ;
- un court-circuit a été provoqué dans le bureau peu de temps avant l'assassinat ;
- un visiteur avec un fort accent américain s'est présenté pour voir Septimus Depping qui prenait son repas dans le bureau.

Les soupçons se tournent évidemment en direction de Louis Spinelli, délinquant américain arrivé récemment en Angleterre, et qu'on pense connaître sous le nom de Travers. La question est donc de déterminer si Spinelli/Travers est le « Monsieur X » qui avait rendu visite à Septimus Depping ce soir là. Une photographie présentée au majordome, Storer, crée la surprise : le domestique est certain de ne pas reconnaître Spinelli/Travers comme étant « Monsieur X ».
Le Dr Fell établit bientôt que ce visiteur était Septimus Depping déguisé, qui avait quitté sa maison et y était revenu ainsi déguisé. Il y avait rejoint son mystérieux visiteur (qui l'attendait) dans le bureau. C'est aussi le mystérieux visiteur qui avait dégusté les plats du dîner avant d'assassiner Depping. Tout ceci apparaît comme très mystérieux.

### Suite de l'enquête
Cette section concerne les chapitres 8 à 13 du roman.
Pendant le début de l’enquête de Gideon Fell, Hugh Donovan (le fils de l'évêque) fait la connaissance de Patricia Standish : les deux jeunes gens ont un coup de foudre réciproque.
L'enquête sur le passé et la réputation de Septimus Depping permet d'apprendre que l'homme, arrivé cinq ans auparavant dans le Gloucestershire, n'était pas parvenu à se lier avec les gens du comté, qu'il vivait seul et ne voyait pas grand monde. Son seul amour était sa fille Elisabeth (« Betty ») qui vivait en France et qu'il allait rencontrer deux ou trois fois par an. Il avait investi dans la maison d'édition Burke & Standish « une somme rondelette ». Ceci explique d'ailleurs pourquoi le colonel Standish a fait appel à Gideon Fell : Depping était l'un des principaux actionnaires de sa société (outre le mariage prochain de Morley Standish avec Betty Depping).
Sur ces entrefaites, J. R. Burke, l'associé du colonel Standish, se présente. Il a une conversation avec Hugh Donovan, Patricia Standish et les époux Morgan ; il finit par leur révéler qu'il était venu rencontrer Depping la veille au soir, quelques heures avant qu'il ne se fasse tuer. En effet, Depping avait décidé soudainement de liquider sa participation dans la maison d'édition et de quitter le comté. Cela fait de Burke l'un des suspects potentiels.
Arrive aussi Theseus Langdon, un avocat londonien, dont on apprend avec surprise qu'il est non seulement l'avocat de Septimus Depping, mais aussi de Spinelli/Travers, ce dernier étant soupçonné d'avoir tué le premier !
Peu après, Louis Spinelli / Stuart Travers est amené menotté. Il reconnaît son passé de délinquant aux États-Unis, mais accuse Depping (dont le vrai prénom ou le surnom serait Nick) d'avoir longtemps été un escroc et racketteur talentueux et notoire aux États-Unis. Après avoir fait fortune en escroquant des centaines de personnes, il avait quitté l'Amérique pour prendre sa retraite en Grande-Bretagne. Travers avait fait la connaissance de Depping et avait même travaillé pour lui. Il affirme avoir rencontré par hasard Depping, qui l'avait reconnu. Depping lui avait donné rendez-vous, la veille au soir (donc le soir de sa mort), en un endroit isolé. Travers s'était douté d'un mauvais tour de Depping et s'était muni d'un gilet pare-balles. Bien lui en a pris puisque Depping lui a tiré dessus avec son revolver, le laissant pour mort dans la rivière (le mystère de la « balle manquante » est ici résolu). Il conteste être « monsieur X » qui attendait Depping dans son bureau : au contraire, il avait regagné son hôtel pour se libérer du stress subi et se cacher.
Après sa longue déclaration, et à la surprise générale, Gideon Fell déclare qu'il croit Travers innocent du meurtre de Depping et lui donne un délai de 48 heures pour quitter le pays. En effet l'aubergiste qui lui avait loué la chambre a confirmé l'avoir vu revenir à l'hôtel vers 22 h (et sans le voir ressortir) alors que le meurtre a eu lieu après 23 h. Sans le savoir, Travers avait un alibi.

### Deux autres meurtres
Cette section concerne les chapitres 14 à 17 du roman.
Gideon Fell annonce qu'il connaît le nom du/de la coupable, car celui-ci/celle-ci « a commis une terrible bévue » qu'il révèlera en temps opportun. Il charge Hugh Donovan de suivre très discrètement Travers. S'il a laissé repartir immédiatement le délinquant américain, c'est parce qu'il suppose qu'il pourrait peut-être chercher à rencontrer l'assassin de Depping, s'il connaît son identité. Hugh accepte avec entrain de procéder à la filature demandée.
Pendant ce temps, Gideon Fell va interroger Maw Standish (l'épouse du colonel), Patricia (sa fille) et Betty Depping. Il leur annonce que Depping était effectivement un « racketteur, escroc et assassin ».
Spinelli/Travers quitte la maisonnée et se rend au pub du village, suivi par Hugh Donovan. Après plus d'une heure passée là-bas, il sort et se rend en direction de la maison des Morgan. C'est là que Hugh Donovan est rejoint par Henry/Hank Morgan. Tous deux continuent la filature de Spinelli/Travers qui se rend au cottage de Septimus Depping. C'est alors que des coups de feu éclatent : mortellement touché à la tête, Spinelli/Travers s'effondre par terre. Quelques minutes après, d'autres coups de feu sont tirés. Un autre homme a été abattu : l'avocat Theseus Langdon. L'assassin prend la fuite sans être interpellé ni reconnu.

### Dénouement et révélations finales
Cette section concerne les chapitres 18 et 19 du roman.
Dans l'avant dernier chapitre, Gideon Fell rejoint Hugh Donovan et lui révèle son plan initial : il pensait que l'assassin avait une chambre chez les Standish et qu'il quitterait le cottage pour rejoindre Spinelli/Travers. Gideon Fell s'était embusqué près du couloir où dormaient les résidents. Or il n'avait pas prévu que pour quitter les lieux, l’assassin utiliserait une autre sortie à laquelle Fell n'avait pas pensé. Fell avoue à Hugh qu'il ne s'attendait pas à voir deux autres personnes tuées ce soir là. Il monte seul l'escalier principal de la maison de Depping et procède à l'interpellation du tueur.
On apprend dans le dernier chapitre que l'assassin est Betty Depping. En réalité celle-ci n'était pas la fille de Septimus Depping mais sa maîtresse. Sa vraie identité est Patsy Mulholland. Elle avait voulu se venger de son amant qui lui avait promis le mariage (d'où la carte du Huit d'épées, signe de la vengeance), et aussi récupérer sa fortune, qu'elle devait partager avec Spinelli. Son autre but était aussi de se marier avec Morley Standish dont elle était tombée amoureuse. Ce mariage lui permettait enfin de sortir de sa condition de femme soumise aux caprices d'un amant de 20 ans plus âgé qu’elle.
Pendant que Septimus Depping était allé à la rencontre de Spinelli pour le tuer (et avec l'échec que l'on sait en raison du gilet pare-balles), elle était entrée dans la maison de son amant. Quand Septimus Depping était revenu, il avait reconnu sa maîtresse. Il avait, avec elle, organisé le court-circuit qui avait coupé les lumières de la maison, et y était retourné sans être reconnu de Storer. Betty, qui avait mangé les plats du dîner, avait alors tué son amant et avait laissé la carte de tarot pour brouiller les pistes. Elle avait quitté les lieux sans se faire voir. Spinelli savait qu'elle était la meurtrière de Septimus Depping. Elle avait tué Spinelli, ainsi que Langdon à qui elle avait donné rendez-vous au même endroit et à la même heure, pour que les deux hommes ne soient pas tentés, ultérieurement, de la faire chanter. Septimus Depping était un ancien délinquant américain et avait partie liée avec le délinquant Spinelli/Travers et avec Langdon, avocat véreux.
Betty passe aux aveux et explique en détail ce qu'il s'était passé le soir et le lendemain du meurtre. Elle se suicide peu après en prison.

## Autour du roman
- Le lecteur croisera de nouveau le personnage d'Henri Morgan, auteur de romans policiers, dans le roman suivant : Le Barbier aveugle (mais sans son épouse Madeleine Morgan, restée aux États-Unis).

- Sur un ton humoristique, l'auteur fait dire à Henry Morgan que les critiques littéraires adorent les « histoires authentiques » dans des romans (chapitre 9). Ces histoires se définissent par le fait qu'il n'y a aucune action, il n'y aucune atmosphère, il n'y a pas de personnages intéressants, il n'y a aucune digression, il n'y a aucun raisonnement. Ces caractéristiques des « histoires authentiques » seront celles, trente ans après, du Nouveau roman.

- Roland Lacourbe, dans John Dickson Carr : scribe du miracle, éd. Encrage, 1997, p. 305, déclare notamment que : « (…) Carr a repris dans Lune sombre le prétexte de base utilisé jadis dans Le Huit d'épées : contrairement aux apparences, Madge n'est pas la fille de Maynard mais sa maîtresse. (…) ».

## Éditions
Éditions originales en anglais
- (en) John Dickson Carr, The Eight of Swords, New York, Harper, 1934 — Édition américaine
- (en) John Dickson Carr, The Eight of Swords, Londres, Hamish Hamilton, 1934 — Édition britannique

Éditions françaises
- (fr) John Dickson Carr (auteur) et Jean-Noël Châtain (traducteur) (trad. de l'anglais), Le Huit d'épées [« The Eight of Swords »], « in » J.D. Carr, vol. 1 - Dr. Fell (1933-1935), Paris, Librairie des Champs-Élysées, coll. « Les Intégrales du Masque. », 1991, 1120 p. (ISBN 2-7024-2090-7, BNF 35476394) Ce volume omnibus réunit les romans suivants : Le Gouffre aux sorcières, Le Chapelier fou, Le Huit d'épées, Le Barbier aveugle, L'Arme à gauche
- (fr) John Dickson Carr (auteur) et Jean-Noël Châtain (traducteur) (trad. de l'anglais), Le Huit d'épées [« The Eight of Swords »], Paris, Librairie des Champs-Élysées, coll. « Le Masque no 2172 », 1994, 255 p. (ISBN 2-7024-2485-6, BNF 35682881)